# Charles Morelle
Pour les articles homonymes, voir Morelle (homonymie).
Charles Morelle, né à Maizières-la-Grande-Paroisse, le 20 janvier 1915 et mort à Dachau en Allemagne, le 18 mai 1945, est un résistant de la Seconde Guerre mondiale et un membre du Réseau Comète.

## Éléments biographiques
Charles Morelle naît à Maizières-la-Grande-Paroisse, le 20 janvier 1915. Il a une sœur, Elvire Morelle, qui s'investira également au sein du réseau. En mai 1933, il épouse Germaine Joly. Ils ont deux enfants.

### Seconde Guerre mondiale
Lorsque la Seconde Guerre mondiale éclate, il est mobilisé. Sergent dans un régiment de Spahis, il est fait prisonniers et déporté dans un camp en Silésie. Il parvient à s'en évader et arrive à Bruxelles vers mai 1941. Là, il est pris en charge par Andrée De Jongh qui est en train de monter avec Arnold Deppé et Henri Debliqui une filière d'évasion pour exfiltrer vers l'Angleterre des pilotes alliés dont l'avion a été abattu et des résistants "brûlés" souhaitant rejoindre les forces libres à Londres. Andrée De Jongh conduit Charles Morelle et un autre français évadé d'un camp de prisonniers de guerre, Henri Bridier, chez les Maréchal au 162 de l'Avenue Voltaire à Schaerbeek. Georges Maréchal, sa femme, Elsie et leurs enfants, young Elsie et Robert tiennent une Safe house et hébergent des candidats à l'exfiltration. Le 4 juin 1941, Arnold Deppé qui connait bien le Sud-Ouest de la France pour y avoir vécu dix ans décide d'effectuer un premier passage exploratoire. Le matin, Georges Maréchal conduit ses deux protégés à la Gare de Bruxelles-Midi où les attend Arnold Deppé. Il conduira Charles Morelle jusqu'à Valenciennes où il réside et Henri Bridier jusqu'à Paris. Puis, leurs routes se sépareront et Arnold Deppé poursuivra jusqu'à Bayonne puis Anglet pour nouer le contact avec la famille De Greef. Ce premier voyage est un réel succès et des contacts fructueux ont été pris avec des passeurs basques pour franchir les Pyrénées,,,,.
Charles Morelle est tellement séduit par l'initiative de ces deux belges qu'il manifeste chaleureusement sa disponibilité pour participer à l'effort. Ceci se produit le 19 août 1941 lorsqu'Andrée De Jongh, morte d'inquiétude, vient sonner à sa porte à Valenciennes. Elle est sans nouvelle d'Arnold Deppé qui aurait dû la précéder et l'attendre sur la Somme avec son groupe. Ils avaient pris des itinéraires différents pour franchir la frontière belge. Andrée ayant dans son groupe un pilote allié ne parlant pas français avait préféré franchir la frontière à pied à Quiévrain tandis qu'Arnold avec ses six candidats avait pris le train pour Valenciennes. Andrée De Jongh demande à Charles Morelle de se rendre à Bruxelles pour tenter de découvrir ce qu'il s'est passé et prendre des nouvelles de son père, Frédéric De Jongh qui coordonne le réseau à Bruxelles. Les nouvelles ne seront pas bonnes. Arnold Deppé a été arrêté, trahi par un V-Mann qui avait infiltré le réseau naissant depuis ses débuts,,,.
Charles Morelle s'investit alors pleinement dans le réseau où il remplace Arnold Deppé et seconde Andrée De Jongh, la cheffe du réseau qui, "brûlée" à Bruxelles, ne peut plus y retourner. Elle loge alors chez Charles Morelle à Valenciennes. Charles morelle devient guide international du réseau Comète et effectue sa première liaison Bruxelles-Paris en septembre 1941,.
À la suite de l'arrestation d'Arnold Deppé, trahi par Victor Demets, Frédéric De Jongh est pressé par sa fille de rejoindre Paris, ce qu'il fait le 30 avril 1942. Il laisse donc la coordination du réseau bruxellois à Henri Michelli et à Charles Morelle. Six jours plus tard, le 6 mai 1942, le réseau qui avait été une nouvelle fois infiltré par des agents doubles : les « amants diaboliques » Florentine Giralt et Prosper Dezitter, est à nouveau la cible d'arrestations multiples. Charles Morelle et d'autres membres de la ligne parachutés depuis Londres sont invités chez Michelli. C'est ce moment que choisit la GFP pour faire irruption et les arrêter tous,.
Après son arrestation, son épouse, Germaine Joly, se rend chez les De Greef à Anglet avec ses deux jeunes enfants, Chantal et René. Mais ces derniers, de l'aveu de Janine De Greef, parlent trop sans toujours se rendre compte de ce qu'ils disent. Germaine décide finalement de les emmener en Angleterre. Elle remonte à Valenciennes pour dire au revoir à ses parents et trouve la mort lors du bombardement de son train à Cambrai, le 20 mai 1944,.
Charles Morelle est incarcéré à la prison de Saint-Gilles. Certains membres du réseau échafaude, en juillet 1942, un plan pour faire libérer Henri Michelli et Charles Morelle en soudoyant certains geôliers allemands mais l'affaire est éventée par la Gestapo et conduit à l'arrestation de Suzanne De Jongh, la sœur d'Andrée, impliquée dans la transaction. Charles Morelle a été arrêté avec des documents compromettant sur lui. Il connait la torture au début de sa détention. il tente, à deux reprises, de s'évader de la prison. Il est finalement jugé par le conseil de guerre de la Luftwaffe et est condamné à mort. Il est ensuite déporté en Allemagne. Le 29 avril 1945, les troupes américaines le libère du camp de concentration de Dachau mais Charles Morelle est atteint de la tuberculose et est très faible. Dans les premiers jours de mai, il reçoit la visite du Général Leclerc qui le salue. Charles Morelle meurt à Dachau, le 18 mai 1945.